# Nye landskommun
Nye landskommun var en tidigare kommun i Jönköpings län.

## Administrativ historik
När 1862 års kommunalförordningar trädde i kraft den 1 januari 1863 inrättades i Sverige cirka 2 400 landskommuner samt 89 städer och ett mindre antal köpingar. Då inrättades i Nye socken i Östra härad i Småland denna kommun.
Vid kommunreformen 1952 bildade den storkommun genom sammanläggning med de tidigare kommunerna Näshult, Skirö och Stenberga. 1971 upplöstes den år 1952 bildade kommunen genom sammanläggning med nybildade Vetlanda kommun.
Kommunkoden var 0636.

### Kyrklig tillhörighet
I kyrkligt hänseende tillhörde kommunen Nye församling. Den 1 januari 1952 tillkom församlingarna Näshult, Skirö och Stenberga.

## Geografi
Nye landskommun omfattade den 1 januari 1952 en areal av 237,79 km², varav 214,48 km² land. Efter nymätningar och arealberäkningar färdiga den 1 januari 1957 omfattade landskommunen den 1 november 1960 en areal av 234,52 km², varav 212,93 km² land.

### Tätorter i kommunen 1960
I Nye landskommun fanns den 1 november 1960 ingen tätort. Tätortsgraden i kommunen var då alltså 0,0 procent.

## Politik

### Mandatfördelning i valen 1942–1966
| 8 | 2 | 6 | 2 | 2 |

| 20 |

| 7 | 9 | 2 | 2 |

| 20 |

| 10 | 15 | 5 | 5 |

| 33 |

| 10 | 14 | 5 | 6 |

| 33 |

| 8 | 15 | 4 | 8 |

| 31 |

| 9 | 16 | 4 | 6 |

| 32 |

| 8 | 13 | 3 |  | 5 |

| 27 |